# Pacé (Ille-et-Vilaine)
Pacé (bret. Pazieg) – miejscowość i gmina we Francji, w regionie Bretania, w departamencie Ille-et-Vilaine.
Według danych na rok 1990 gminę zamieszkiwało 5556 osób, a gęstość zaludnienia wynosiła 158 osób/km² (wśród 1269 gmin Bretanii Pacé plasuje się na 70. miejscu pod względem liczby ludności, natomiast pod względem powierzchni na miejscu 198.).

## Współpraca
Miejscowość partnerska:
- Steinsel, Luksemburg